# Neoalveolina
Neoalveolina es un género de foraminífero bentónico considerado un sinónimo posterior de Borelis de la familia Alveolinidae, de la superfamilia Alveolinoidea, del suborden Miliolina y del orden Miliolida. Su especie tipo era Alveolina bradyi. Su rango cronoestratigráfico abarca desde el Eoceno superior hasta la Actualidad.

## Clasificación
Neoalveolina incluía a las siguientes especies:
- Neoalveolina bradyi
- Neoalveolina inflata
- Neoalveolina melo
  - Neoalveolina melo curdica
- Neoalveolina pulchra
- Neoalveolina pygmaea
- Neoalveolina schlumbergeri
- Neoalveolina vonderschmitti